# Philippe de Buncey
Pour les articles homonymes, voir Buncey (homonymie).
Albin Philippe Fortier de Buncey né à Paris le 12 juin 1905 et mort au Pont-Chrétien-Chabenet le 30 juin 1978 est un sculpteur et dessinateur animalier français.

## Biographie
Élève d'Édouard Navellier, Philippe de Buncey expose au Salon d'automne et au Salon des artistes français, où il obtient une mention honorable en 1926, et une médaille de bronze en 1930. Sculpteur sur bois et sculpteur animalier, membre de la Société des peintres animaliers, il est récompensé d’une médaille d’argent à l’Exposition universelle de 1937 à Paris.